# Tetralia nigrolineata
Tetralia nigrolineata is een krabbensoort uit de familie van de Tetraliidae. De wetenschappelijke naam van de soort is voor het eerst geldig gepubliceerd in 1957 door Serène & Pham.